# Georg Völkl (Heimatforscher)
Georg Völkl (* 29. Januar 1907 in Palzing; † 20. Oktober 1988 in Regensburg) war ein deutscher Lehrer, Heimatforscher und Historiker.

## Ausbildung
Völkl besuchte in Freising das Gymnasium, welches er 1927 abschloss. Er studierte Geschichte und Pädagogik an der Ludwig-Maximilians-Universität München. Ebenda promovierte er 1931 mit einer Arbeit zum Thema Kirchdorf: eine Pfarreigeschichte aus dem Ampertal: ein Beitrag zur bayerischen Landesgeschichte.

## Berufsleben
Nach seiner Promotion war Völkl Präfekt und später Direktor des Studienseminars Neuburg an der Donau. Nachdem er seine Lehramtsprüfungen für die Fächer Deutsch, Geschichte und Erdkunde in den Jahren 1936 und 1937 abgelegt hatte, wurde Völkl 1939 Direktor des Studienseminars Amberg und der angegliederten Malteserbrauerei. Im Herbst 1950 wechselte er an das Albertus-Magnus-Gymnasium Regensburg.

## Tätigkeit für den Historischen Verein für Oberpfalz und Regensburg
1951 wurde Völkl Mitglied des Historischen Vereins für Oberpfalz und Regensburg, dessen Vorsitz er von 1952 bis 1963 innehatte. Als erster Vorsitzender besorgte er während dieser Zeit die Redaktion der jährlich erscheinenden Verhandlungen des Historischen Vereins für Oberpfalz und Regensburg. Neben verschiedenen eigenen Beiträgen veröffentlichte er in dieser Zeitschrift jeweils eine Literatur-Übersicht über die Neuerscheinungen zur Geschichte Regensburgs und der Oberpfalz. Außerdem organisierte er ein interessantes Veranstaltungsprogramm. Während seiner Zeit als 1. Vorsitzender wuchs die Mitgliederzahl des Vereins von 550 auf über 1050.
In den 1950er Jahren herrschte eine Aufbaustimmung, die nur allzu leicht geneigt war, historische Gebäude neuen Bauten zu opfern und historische Altstädte zu zerstören. Völkl kämpfte energisch gegen diese Tendenzen und setzte sich engagiert für die Erhaltung der historischen Altstadt Regensburgs ein. Auch Völkls Engagement ist es zu verdanken, dass in den 1970er Jahren die Stimmung schließlich umschlug und dem Denkmalschutz eine gewisse Bedeutung eingeräumt wurde.
1955 gab Völkl das älteste Leuchtenberger Lehenbuch heraus. Er schrieb den handschriftlichen Originaltext in druckfähiger Form ab, identifizierte die erwähnten Ortschaften und dokumentierte deren Namen in Anmerkungen in heutiger Schreibweise. Dieses Werk wird bis heute im Zusammenhang mit der Erforschung der Geschichte der Oberpfalz genutzt und sehr viel zitiert.
Außerdem veröffentlichte Völkl eine Geschichte des Historischen Vereins für Oberpfalz und Regensburg und zahlreiche Chroniken verschiedener bayerischer Ortschaften und Pfarreien.

## Politisches Engagement
Völkl war zunächst in der Bayernpartei, dann in der Bayerischen Staatspartei aktiv.

## Ehrungen
Völkl wurde zum Ehrenmitglied des Historischen Vereins für Oberpfalz und Regensburg ernannt. In seinem Geburtsort Palzing wurde eine Straße nach Völkl benannt.

## Familie
Der Historiker Ekkehard Völkl ist Völkls Sohn und die Historikerin Katrin Boeckh ist seine Enkelin.

## Schriften (Auswahl)
- Harte Zeiten: Geschichten und Bilder aus der alten Holledau, Freising: Frisinga, 1990, ISBN 978-3-88841-025-3.
- Dieterskirchen: Geschichte und kulturelle Entwicklung einer oberpfälzer Pfarrei und Gemeinde, Dieterskirchen: Gemeinde Dieterskirchen, 1980, OCLC 615554168
- Großberg: Geschichte und Gegenwart zusammen mit Ernst Stock und Karl Wölfl, Abensberg: Kral, 1976, OCLC 633088025
- Hohengebraching: eine säkularisierte Stiftsprobstei, Regensburg, 1973, in Verhandlungen des Historischen Vereins für Oberpfalz und Regensburg, Band 113, S. 95–128, OCLC 632998859 online als pdf
- Hans Herrmann. Oberbürgermeister und Ehrenbürger der Stadt Regensburg in Verhandlungen des Historischen Vereins für Oberpfalz und Regensburg 100. Band, 1959 online als pdf
- Das beste und größte Kapital Regensburgs ist das alte Stadtbild in Verhandlungen des Historischen Vereins für Oberpfalz und Regensburg, Band 97, S. 5–8, 1956, online als pdf
- Werden und Wirken des Historischen Vereins für Oberpfalz und Regensburg, Regensburg: Verlag des Historischen Vereins für Oberpfalz und Regensburg, 1955, OCLC 634575363 online als pdf
- Festgabe Professor Dr. Hans Dachs dargebracht zum 70. Geburtstag am 30 Januar: 1956 zusammen mit Hans Dachs, Regensburg, 1955, Verhandlungen des Historischen Vereins für Oberpfalz und Regensburg, Band 96, OCLC 65506343
- Das älteste Leuchtenberger Lehenbuch, Regensburg, 1955, in Verhandlungen des Historischen Vereins für Oberpfalz und Regensburg, Band 96, S. 277–404, OCLC 632626130 online als pdf, 9 MB
- Kirchdorf: eine Pfarreigeschichte aus dem Ampertal: ein Beitrag zur bayerischen Landesgeschichte, Dissertation, Freising 1931, OCLC 718803665, Freisinger Tagblatt, 1931, Sammelblatt des Historischen Vereins Freising und Frigisinga; 17
- Die Pfarrei Jazzt: Ein Beitrag zur Heimatgeschichte verfasst anlässlich der Restaurierung der Pfarrkirche von Georg Völkl, Freisinger Tagblatt 1929, OCLC 162367075
- Palzing: Beitrag zu einer Ortsgeschichte, Freising: Freisinger Tagblatt, 1927, OCLC 634460222